# Шмидт, Иоганн Антон
Иоганн Антон Шмидт (1823—1905) — германский ботаник, педагог и путешественник.

## Биография
В 1848—1849 годах изучал ботанику в Гейдельбергском университете, в 1849—1850 годах — в Гёттингенском, получив там степень доктора философии в 1850 году. В 1851—1852 годах возглавлял крупную немецкую экспедицию на острова Кабо-Верде с целью изучения местной флоры. По возвращении стал профессором в Гейдельбергском университете, где преподавал до 1863 года, после чего переехал в Гамбург, где преподавал в частном университете до 1904 года и умер там же.
Основные работы: «Beiträge zur Flora der Capverdischen Inseln» (1852); «Flora von Heidelberg» (1857); «Anleitung zur Kenntnis der natürlichen Familien der Phanerogamen» (1865) и другие.